# Aphrodes hamiltoni
Aphrodes hamiltoni är en insektsart som beskrevs av Quartau och Sonia Borges 2003. Aphrodes hamiltoni ingår i släktet Aphrodes och familjen dvärgstritar. Inga underarter finns listade i Catalogue of Life.